# The Falling Man
The Falling Man è una fotografia scattata da Richard Drew durante gli attentati dell'11 settembre 2001 di New York. Essa raffigura un uomo che, nel tentativo di sfuggire alle fiamme e al fumo causati dallo schianto dell'aereo, si getta nel vuoto precipitando dalla Torre Nord del World Trade Center. L'uomo è raffigurato a testa in giù mentre tiene le braccia allineate alle linee verticali dell'edificio e una gamba piegata.
Divenuta una delle foto più note dell'11 settembre, The Falling Man è considerata un simbolo e una delle immagini più potenti della catastrofe.

## Storia
Drew scattò l'immagine quando, durante la mattina di martedì 11 settembre, fu mandato a fotografare una sfilata di moda premaman al Bryant Park di Manhattan. Durante l'attentato, Drew ebbe l'ordine di andare al World Trade Center e, una volta giunto sul posto, iniziò a scattare diverse fotografie di persone che precipitavano dai grattacieli. Poco prima che gli edifici crollassero, Drew tornò negli uffici della Associated Press per cui lavorava. Il giorno seguente, la fotografia apparve sui giornali di tutto il mondo. Il New York Times del 12 settembre pubblicò la fotografia con la didascalia che riportava:
 L'immagine fu oggetto di molte critiche in quanto considerata una forma di indiscrezione e di sfruttamento verso chi compie un gesto estremo come quello del soggetto raffigurato. Proprio per tali ragioni, questa e altre fotografie raffiguranti i "falling men" subirono diverse censure e vennero eluse dai media. Il New York Times tornò a parlare dei salti nel vuoto nel 2004 e non pubblicò più The Falling Man fino al 2007.
Nel 2006 fu diretto il documentario, 9/11: The Falling Man, dedicato alla fotografia e alla sua storia. Esso si ispira direttamente a un articolo scritto da Tom Junod per l'Esquire nel 2003 e fu realizzato anche utilizzando il materiale fotografico scattato da Lyle Owerko che ritrae altre persone che precipitano dai grattacieli durante l'attentato. La foto ispirò un personaggio del romanzo Molto forte, incredibilmente vicino (2005) di Jonathan Safran Foer, così come il protagonista di L'uomo che cade di Don DeLillo (2007) dedicato a un artista che ricrea gli eventi della fotografia.

## L'identità della vittima
L'identità dell'uomo in The Falling Man non è mai stata confermata. Il grande numero di persone intrappolate nell'edificio non ha reso possibile identificare il soggetto e si è supposto che fossero almeno duecento (secondo altre stime cinquanta) coloro che tentarono di sfuggire alle fiamme gettandosi dagli edifici. Il reporter Peter Cheney suggerì, nel giornale canadese The Globe and Mail, che l'uomo raffigurato nella foto potesse essere Norberto Hernandez, pasticciere di Windows on the World, un ristorante situato al 106º piano della Torre Nord. Alcuni membri della famiglia di Hernandez si trovarono d'accordo con Cheney, ma dopo aver esaminato l'intera sequenza fotografica e annotato i dettagli dei suoi vestiti, non ne furono più convinti.

Si suppose anche che l'identità della vittima fosse quella di Jonathan Briley, un tecnico audio e ingegnere del suono di quarantatré anni. Briley aveva l'asma e avrebbe saputo di essere stato in pericolo quando il fumo avrebbe iniziato a riversarsi nel ristorante dell'edificio. Anche Michael Lomonaco, direttore esecutivo di Windows on the World, dichiarò che l'uomo fosse Briley così come il fratello della vittima Timothy. Gwendolyn, sorella di Briley, affermò: "